# 김복주
김복주(金福柱, 1960년 10월 17일~)는 대한민국의 육상 선수, 지도자이다. 1984년 하계 올림픽에 출전했고, 1982년 아시안 게임에서 800m 은메달, 1986년 아시안 게임 800m 금메달을 획득했다.

## 기록

### 대회 기록
- 1981년 세계 대학 선수권 대회 800m 은메달(1분 48.47초)
- 1981년 아시아 선수권 대회 800m 6위(1분 51.83초) 1500m 10위(4분 3.36초)
- 1981년 하계 유니버시아드 800m 준결승 8위 1500m 예선 7위(3분 56.90초)
- 1982년 세계 대학 선수권 대회 800m 동메달(1분 49.09초)
- 1982년 아시안 게임 800m 은메달(1분 47.55초)
- 1983년 나고야 국제 실내 육상 대회 800m 은메달(1분 55.780초)
- 1983년 하계 유니버시아드 800m 준결승 5위
- 1983년 세계 육상 선수권 대회 800m 예선 6위(1분 48.40초)
- 1983년 아시아 육상 선수권 대회 800m 7위(1분 53.72초)
- 1984년 하계 올림픽 800m 예선 실격 1500m 예선 10위(4분 02.63초)
- 1986년 아시안 게임 800m 금메달(1분 49.15초)
- 1987년 요미우리 국제 육상 대회 800m 4위(1분 57.32초)

## 같이 보기
- 아시안 게임 대한민국 선수단